# SHB Đà Nẵng
SHB Đà Nẵng – wietnamski klub piłkarski założony w 1976 roku z siedzibą w Đà Nẵng. Klub jednokrotnie zdobył mistrzostwo Wietnamu i puchar Wietnamu. Zespół niedawno uczestniczył w Azjatyckiej Lidze Mistrzów, lecz z miernym skutkiem – klub przegrał wszystkie sześć spotkań, w tym 0-15 z japońską Gambą Osaka. Największym osiągnięciem zespołu na arenie międzynarodowej jest awans do półfinału Azjatyckiego Pucharu Zdobywców Pucharów w 1993 roku.

## Stadion
SHB Đà Nẵng gra na stadionie Chi Lăng w Đà Nẵng, który może pomieścić 30 000 kibiców.

## Zarząd i trenerzy
Prezesem klubu jest Đỗ Quang Hiển, a grającym trenerem jest 63-krotny reprezentant Wietnamu Lê Huỳnh Đức.

## Osiągnięcia

### Krajowe
V-League:
- Mistrzostwo (1): 1992

Puchar Wietnamu:
- Mistrzostwo (1): 1993